# Кохання без кордонів
Кохання без кордонів — телевізійна передача каналу 1+1.
Телеканал 1+1 розпочав зйомки реаліті, де головними героями стали процвітаючі емігранти з українськими коренями. Новий проект — адаптація популярного формату Origin Of Love.
Чотири герої багато років живуть далеко від України: у США, Канаді та Іспанії. У них процвітаючий бізнес і впевненість у завтрашньому дні; не вистачає лише одного, але найголовнішого в житті — другої половинки. Емігранти впевнені: найкращий партнер — той, хто народився з тобою на одній землі і мислить так само, як ти. Сьогодні вони шукають своє щастя в новому проекті 1+1.
Головні герої реаліті були відібрані групою кастингу з більш, ніж 50 заявок з різних країн. Претендентів на руку і серце емігрантів виявилося в 100 разів більше — близько 5000 анкет надійшло на адресу проекту. З них було відібрано 20 учасників — по 5 на кожного емігранта.
Претенденти вирушили в гості до емігрантів. Їх чекає не просто перше знайомство і адаптація в нових умовах; потенційні женихи і наречені повинні довести героям, що саме вони можуть стати тією самою другою половинкою, про яку так давно мріють емігранти. Учасники будуть жити під одним дахом з героями, спілкуватися з членами їх сім'ї, ходити за покупками і на побачення. А емігранти будуть вибирати, кого відправити додому, а кого залишити.

## Основні учасники шоу
- Ігор Голубчик. 34 років. В 14 років разом з батьками емігрував до Чикаго. Є уособленням американської мрії — має свій успішний медіа-бізнес. Ігор прихильник американського стилю життя, проте одружитися хоче саме з українкою. «У американських жінок немає поняття разом. Тут переміг індивідуалізм. Подружжя навіть у відпустку їздять окремо. Я ж хочу усе робити разом і лише з українською жінкою це можливо».

- Тетяна Колесникова. 25 років. Працює у стоматологічній клініці. Ще дитиною переїхала з батьками до Сполучених Штатів Америки. У 14 років втратила батька. Наразі намагається знайти чоловіка схожого на нього. «Американці зовсім інші, їм не вистачає української сердешності. Тому будувати своє життя хочу тільки з українцем».

- Василь Борсук. 46 років. Фермер. В Іспанії живе 13 років. Вся його величезна родина 10 братів и сестер з сім'ями також емігрували до Іспанії. Василь переконаний, що українця може зрозуміти лише українка. Він шукає не просто господиню, а жінку до душі, яка готова не тільки переїхати до Іспанії, а піти за ним на край світу.

- Марк-Ентоні Малінос. 34роки. Займається ресторанним бізнесом. Його бабуся емігрувала до Канади під час Другої світової війни. Онука виховала в українських традиціях. Тому Марк переконаний, що українські жінки найкращі у світі. Для нього важливо, аби 94-річна бабуся схвалила його вибір.

Для 1+1 проект знімає компанія Sisters Production.